# Лонгбоут-Кі (Флорида)
Лонгбоут-Кі (англ. Longboat Key) — місто (англ. town) в США, в округах Сарасота і Манаті штату Флорида. Населення — 7505 осіб (2020).

## Географія
Лонгбоут-Кі розташований за координатами 27°23′44″ пн. ш. 82°38′37″ зх. д. / 27.39556° пн. ш. 82.64361° зх. д. (27.395596, -82.643480).  За даними Бюро перепису населення США в 2010 році місто мало площу 41,44 км², з яких 10,70 км² — суходіл та 30,74 км² — водойми.

## Демографія
Згідно з переписом 2010 року, у місті мешкало 6888 осіб у 3883 домогосподарствах у складі 2538 родин. Густота населення становила 166 осіб/км².  Було 8814 помешкання (213/км²).
Расовий склад населення:
| - 98,4 % — білих - 0,7 % — азіатів - 0,2 % — чорних або афроамериканців - 0,1 % — корінних американців |

До двох чи більше рас належало 0,4 %. Частка іспаномовних становила 1,1 % від усіх жителів.
За віковим діапазоном населення розподілялося таким чином: 2,9 % — особи молодші 18 років, 29,8 % — особи у віці 18—64 років, 67,3 % — особи у віці 65 років та старші. Медіана віку мешканця становила 70,4 року. На 100 осіб жіночої статі у місті припадало 86,2 чоловіків;  на 100 жінок у віці від 18 років та старших — 86,3 чоловіків також старших 18 років.
Середній дохід на одне домашнє господарство  становив 170 536 доларів США (медіана — 89 087), а середній дохід на одну сім'ю — 225 588 доларів (медіана — 135 614). Медіана доходів становила 110 083 долари для чоловіків та 53 611 долар для жінок. За межею бідності перебувало 7,6 % осіб, у тому числі 54,6 % дітей у віці до 18 років та 4,6 % осіб у віці 65 років та старших.
Цивільне працевлаштоване населення становило 1568 осіб. Основні галузі зайнятості: освіта, охорона здоров'я та соціальна допомога — 20,8 %, фінанси, страхування та нерухомість — 15,8 %, науковці, спеціалісти, менеджери — 15,4 %.